# یاشلانه
یاشلانه (به لاتین: Jaślany) یک روستا در لهستان است که در گمینا توشوف نارودووه واقع شده‌است.